# 209 a.C.

## Eventos
- Quinto Fábio Máximo Verrucoso, pela quinta vez, e Quinto Fúlvio Flaco, pela quarta vez, cônsules romanos[1].
- Públio Semprônio Tuditano e Marco Cornélio Cetego, censores romanos, completaram o 44o lustrum.[1].
- Décimo ano da Segunda Guerra Púnica:
  - Batalha de Canúsio - Aníbal enfrenta o procônsul Marco Cláudio Marcelo numa batalha indecisiva.
  - Cerco de Taranto - Fábio Máximo conquista a cidade de Taranto depois de uma traição de sua guarnição.
  - Sexto ano da Primeira Guerra Macedônica.
- Para comemorar o nascimento de Ptolemeu Epifânio, os homens da Síria, então sob domínio ptolemaico, vão a Alexandria levar presentes. O enviado dos judeus foi Hircano, filho de José, filho de Tobias. José era o coletor de impostos em toda Síria, Fenícia e Palestina.[2]

## Nascimentos
- Ptolemeu Epifânio, filho de Ptolemeu Filopátor e Eurídice, que eram irmãos.[2][Nota 1]